# Cryphia icterica
Cryphia icterica là một loài bướm đêm trong họ Noctuidae.